# Bill Gibson
William Scott Gibson, detto Bill (Sacramento, 13 novembre 1951), è un batterista e compositore statunitense noto prevalentemente per essere il batterista degli Huey Lewis and the News.

## Carriera
Inizia la sua carriera a metà anni settanta, quando fonda una band chiamata SVT.
Nel 1979 è membro della nuova band arena rock Huey Lewis and the News, fondata in quell'anno da Huey Lewis.
È conosciuto anche per la sua lunga collaborazione con il cantautore Nick Lowe.